# Міжнародний інститут афонської спадщини в Україні
Міжнародний інститут афонської спадщини в Україні (МІАСУ) (англ. The International Institute of the Athonite Legacy in Ukraine) — науково-громадська некомерційна, позаполітична та позаконфесійна організація, яка об'єднує як українських і зарубіжних вчених і дослідників, так і громадських діячів, які переймаються Афоном, його історією і духовною спадщиною.

## Історія
Неформально організація як група однодумців-ентузіастів на чолі з дослідником-релігієзнавцем Сергієм Шумилом розпочала свою діяльність з 2010 р. 
Остаточно організаційно оформилася в 2013 році в Києві. Організація має також благословення на дослідницьку діяльність від Вселенського Константинопольського Патріарха Варфоломія. Офіційний сайт організації: www.afon.org.ua .

## Завдання
Завданнями організації є:
- Вивчення духовного і культурного впливу Святої Гори Афон в історії і культурі України і Центрально-Східної Європи, сприяння відродженню та популяризації афонської православної духовної і культурно-історичної спадщини;
- Взаємодія та співпраця з духовно-культурними і релігійними центрами на Святій Горі Афон, науковими, громадськими та духовно-просвітницькими організаціями та установами;
- Міжнародне наукове співробітництво, залучення вчених, дослідників, громадських, політичних діячів і підприємців до вивчення і популяризації афонської культурно-історичної спадщини в Україні;
- Здійснення пошуково-дослідницьких робіт в архівах України та за кордоном, з метою віднайдення документів, що стосуються Святої Гори Афон, її впливу і зв'язків в Україні, написання відповідних досліджень, статей, книг, видання та поширення їх;
- Організація наукових конференцій, семінарів, лекцій, наукових і культурно-просвітницьких заходів, круглих столів, прес-конференцій, виставок, конкурсів, досліджень і консультацій, тренінгових програм, стажування, програм обмінів, навчальних подорожей;
- Організація паломницьких і туристичних поїздок, подорожей до святих місць і культурно-історичних центрів (вітчизняних та зарубіжних), літніх таборів тощо;
- Виконання інших завдань, що не суперечать чинному законодавству та відповідають статуту і цілям організації.

## Структура
Почесним головою МІАС з 2013 по 2018 рр. був Антоній-Еміль Н. Тахіаос (Салоніки, Греція) — доктор історичних наук, професор, член-кореспондент Афінської Академії, заслужений професор Салонікського університету ім. Аристотеля, зарубіжний член Сербської і Болгарської академій наук, почесний президент Грецького товариства славістів, голова наукового товариства Кирила і Мефодія, автор численних досліджень з Афону і його спадщини. З травня 2018 р. почесним головою організації обраний відомий православний богослов та патролог, професор Оксфордського університету, член-кореспондент Афінської академії, президент ради директорів Інституту православних християнських досліджень в Кембриджі (Велика Британія) та ієрарх Константинопольського Патріархату у Великій Британії митрополит Діоклійський Калліст (Вер) .
Директором і засновником організації є Шумило Сергій Вікторович — дослідник афонської спадщини в Україні, автор численних статей і низки книг з історії Афону, головний редактор наукового альманаху «Афонська спадщина». У 2012 р. був згаданий як: «співголова Центру досліджень історії Церкви, заступник голови історичного товариства князя Оскольда, член Національної спілки журналістів України» .
При організації діє Наукова рада, до якої входять вчені з України та зарубіжжя, які займаються вивченням історії та спадщини Афону.
Першими координаторами товариства у 2014 році були згадані: по Україні та ближньому зарубіжжю - кандидат філологічних наук Шумило Світлана Михайлівна з Чернігова, і по Франції та країнам Західної Європи - кандидат історичних наук Ченцова Віра Георгіївна з Парижу.
Організація має своїх представників у Греції, Франції, Великій Британії, Італії, Росії, Польщі, Болгарії. Тісно співпрацює з низкою обителей на Святій Горі Афон, користується бібліотеками та архівами цих афонських монастирів .

## Діяльність
МІАСУ здійснюється пошук документів в архівах України та Афону, які підтверджують історичні та духовно-культурні зв'язки України та Афону, запланована низка міжнародних конференцій, інформаційно-просвітницьких проектів тощо.
Серед заходів, організованих з ініціативи і за сприяння інституту, проведення міжнародних конференцій:
- «Афонська спадщина і традиції ісихазму в історії та культурі України» (Одеса, 2019)[10];
- «Києво-Печерська Лавра - Афон - Єрусалим: єдність крізь століття» (Київ, 2018)[11];
- «Українська візантиністика: минуле, сучасний стан та перспективи розвитку» (Київ, 2018) [12];
- «Свщмч. Володимир (Богоявленський) і початок гонінь на Православну Церкву в ХХ столітті» (Київ, 2018)[13];
- «Київські Паїсіївські читання» (Київ, 2017)[14];
- «Життя і праці прп. Олексія (Кабалюка)» (Мучкачево, 2017)[15];
- Форум, присвячений 1000-річчю давньоруського чернецтва на Афоні (Київ, 2016)[16];
- «Афон і слов'янський світ» (Київ, 2015)[17][18];
- «„Малий Афон“ — монастирі і чернецтво на Закарпатті: традиції і сучасність» (Мукачеве, 2015)[19];
- Міжнародний православний кінофорум, присвячений традиціям Афона (Київ, 2015)[20];
- "Русь і Афон: тисячоліття духовно-культурних зв'язків "(Чернігів, 2014)[21][22];
- «Читання з історії та культури Київської Русі» (Чернігів, 2013);
- «Ісихазм в історії і культурі Православного Сходу» (Чернігів, 2012)[23];
- «Християнізаційні впливи в Київській Русі: 1150 років» (Чернігів, 2010);
- круглі столи в Афінах (Греція) і в Україні, семінари, лекції, презентації, інші заходи [24][25][26].

МІАС постійно проводить виставки, «круглі столи», лекції та презентації як в Україні, так і інших країнах. Зокрема, протягом 2016 - 2018 рр. МІАС були проведені лекції та виставки в більше десяти країн Європи: Афіни і Салоніки (Греція), Лондон, Оксфорд і Кембридж (Велика Британія), Париж і Страсбург (Франція), Рим, Венеція, Мілан і Неаполь (Італія), Женева (Швейцарія), Брюссель (Бельгія), Гамбург (Німеччина), Ясси (Румунія), Прага і Карлові Вари (Чехія), Варшава (Польща) та ін.
За підтримки Міжнародного інституту афонської спадщини в 2013 р. було створено перший афонський інформаційно-просвітницький портал Afonit.info, присвячений 1000-річчю давньоруського чернецтва на Афоні.
Також з ініціативи МІАСУ у Верховній Раді України було розроблено і зареєстровано проект «Постанови про відзначення на державному рівні 1000-річчя духовно-культурних зв'язків Київської Русі і Святої Гори Афон в 2016 році» (№ 4543а від 27.08.2014).
З 2014 р. при організації діє Закарпатське відділення МІАСУ (керівник Ю. Данилець), яке займається вивченням духовно-історичних зв'язків Закарпаття і Афону. 
Міжнародний інститут афонської спадщини в Україні є ініціатором і автором ідеї створення першого Музею афонської спадщини в Україні. Директором організації Сергієм Шумило на Афоні був уперше віднайдений закинутий старовинний український козацький скит «Чорний Вир», заснований запорізькими козаками в 1747 р. (про це видана окрема книга), також ним опубліковані маловідомі листи прп. Паїсія Величковського до останнього Кошовому отамана Запорізької Січі Петра Калнишевського, укладено докладний життєпис афонського подвижника і старця Іоанна Вишенського, митрополита Ісайї Копинського та ін.
З ініціативи МІАС Синодом Української Православної Церкви було прийнято рішення про святкування в 2016 р ювілею 1000-річчя давньоруського чернецтва на Афоні. Також з ініціативи МІАС відбулося в 2016 р. церковне прославлення в лику святих афонського старця і православного письменника-полеміста Іоанна Вишенського, написана його ікона і складено життєпис.
Завдяки пошуковій діяльності МІАС на Афоні було виявлено старовинний рукопис XVII – XVIII століть з записами українських гетьманів та козацької старшини, які щедро жертвували на афонські монастирі. За словами директора МІАС Сергія Шумило, цей рукопис являє собою унікальну пам’ятку, яка відкриває досі невідомі сторінки тісних зв'язків українських гетьманів і козацької старшини зі світовим центром східного чернецтва на Афоні. Зокрема, тут записані знатні козацькі роди Івана Самойловича, Івана Мазепи, Данила Апостола, Леонтія та Павла Полуботків, Василя Борковського, Якова Лизогуба, Семена Палія, Івана Обидовського, Федора Топольницького, Івана Черниша, Василя Кочубея, Івана Іскри, Михайла Гамалія, Івана Гулака, Ігнатія Галагана та багатьох інших. За словами Сергія Шумило, виявлений на Афоні пом’янник є унікальною пам’яткою та важливим джерелом як до біографій української козацької старшини, так і історії зв’язків українських гетьманів та козацтва з центром православного чернецтва на Афоні в XVII – XVIII ст. Цей рукопис може послужити цінним джерелом у майбутніх дослідженнях з історії Церкви, козацької старшини та України доби Гетьманщини.

## Видання
При організації видається науковий альманах «Афонська спадщина» («The Athonite Heritage») (Свідоцтво про державну реєстрацію друкованого засобу масової інформації: Серія КВ № 21259-11059-Р від 20 березня 2015).
Крім альманаху, МІАСУ у 2015 р. видано нові книги Сергія Шумила: «Духовне Запоріжжя на Афоні. Маловідомий козацький скит „Чорний Вир“ на Святій Горі» примітки дод.(Киев, 2015. — 116 с. ISBN 978-966-2371-34-5) і «Преподобний Паїсій Величковський і Запорізька Січ. Маловідомі листи прп. Паїсія Величковського до Кошового отамана Війська Запорізького Петра Калнишевського» теж примітки (Киев, 2015. — 128 с. ISBN 978-5-9905423-3-4). «Старец Иоанн Вишенский: афонский подвижник и православный писатель-полемист (К., 2016. 208 с. ISBN 978-966-2371-40-6); «Старец Аникита: духовный путь святости. Материалы к жизнеописанию с приложением сочинений иеросхимонаха Аникиты (князя Ширинского-Шихматова)» (Київ - Одеса, 2019. — 328 с. ISBN 978-966-139-103-0)